# Schizoglossa gigantea
Schizoglossa gigantea är en snäckart som beskrevs av Powell 1930. Schizoglossa gigantea ingår i släktet Schizoglossa och familjen Rhytididae. Inga underarter finns listade i Catalogue of Life.